# Larry Klayman
Larry Elliot Klayman (* 20. Juli 1951) ist ein US-amerikanischer konservativer Jurist und rechtsextremistisch orientierter Politiker.
Bekanntheit erlangte er ab den 1990er Jahren als Staatsanwalt des  U.S. Justizministeriums während der Amtszeiten von Bill Clinton und Barack Obama.

## Vita
Klayman wurde laut eigenen Angaben als Sohn einer Mischehe aus Jüdischen und Christlichen Vorfahren geboren.
Larry Klayman studierte an der Duke University und erlangte einen B.A. in Politikwissenschaften und Französischer Literatur. An der Emory University Law School promovierte er anschließend zum Dr. iur.
In seiner juristischen Karriere formulierte er insgesamt 18 Anklagen gegen die Clinton-Regierung und bezog weitere politisch randständige Stellungen zu Ebola, der Irankrise und dem US-Waffenrecht. Unter Präsident Obama erhob er Anklage gegen diesen, dass dieser kein natural-born citizen sei, und somit nicht den verfassungsgemäßen Ansprüchen an einen US-Präsidenten genüge. Er bezweifelte 2013 die Gültigkeit der Geburtsurkunde Obamas. Er benannte ihn als „Muslim of the Year“, forderte dessen Abkehr vom Koran und beantragte 2014 beim Department of Homeland Security die Deportation Obamas.